# Augusti 2010
| Augusti 2010 |
| Månader under 2010: Januari · Februari · Mars · April · Maj · Juni · Juli · Augusti · September · Oktober · November · December ← December 2009 · Januari 2011 → |

## Händelser
- Augusti - En ny motorväg mellan Enköping och Sagån planeras stå klar.
- 1 augusti
  - En konvention mot klusterbomber som undertecknades 2008 och som ratificerades av 108 stater får status som rättsnorm.[1]
  - Den svenska myndigheten Försvarsexportmyndigheten inrättas.
  - De svenska myndigheterna GARN och RTTV ersätts med Myndigheten för radio och tv.
  - Europamästerskapen i friidrott 2010 avslutas i Barcelona, Spanien.
  - U20-VM i fotboll för damer 2010 avslutas i Bielefeld, Tyskland.[2]
  - Europamästerskapen i baseboll 2010 avslutas i Stuttgart, Tyskland.
- 2 augusti - på grund av omfattande skogsbränder i stora delar av Ryssland utropar Dmitrij Medvedev undantagstillståndet för sju regioner.[3]
- 5 augusti – Ett gruvras i San Joségruvan i den chilenska Atacamaöknen leder till att 33 gruvarbetare stängs inne på ett djup av 700 meter under marken.[4]
- 10 augusti – WHO förklarar att spridningen av svininfluensan numera är ytterst minimal.
- 14 augusti - i Norrköping den nya spårvägssträckan mellan Ljura och Trumpetaregatan invigas (se Norrköpings spårvägar).[5]
- 19 augusti – USA:s sista stridande soldater lämnar Irak.

- 21 augusti

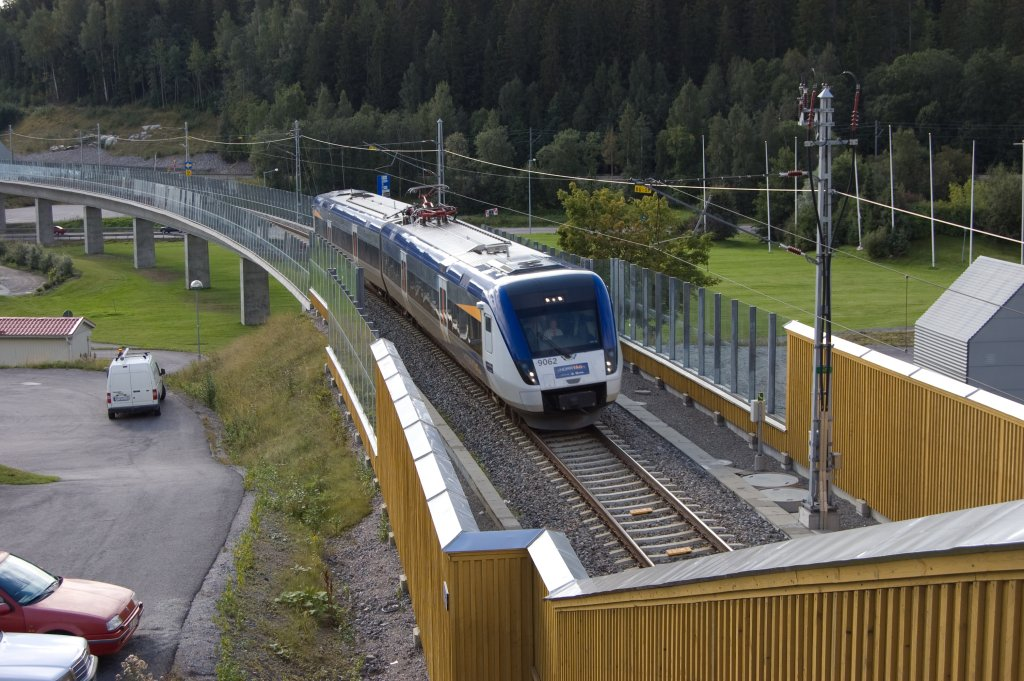
Botniabanan.

  - Parlamentsval hålls i Australien, inget parti får egen majoritet.
  - Invigning av Spårväg City i Stockholm.
  - World of Warcraft: Cataclysm (en expansion till onlinedatorspelet World of Warcraft) tillkännages officiellt på spelkonventet BlizzCon.
  - 200-årsjubileum av valet av Marskalk Jean Batiste Bernadotte som Sveriges tronföljare av Örebroriksdagen.
- 23 augusti – Den reguljära trafiken på Spårväg City startar.
- 26-27 augusti - I Hyderabad i Indien hölls den 26:e internationella matematikerkongressen.
- 28 augusti - Järnvägslinjen Botniabanan i norra Sverige invigs efter 11 års byggande.[6]

### Fotnoter
1. ↑  derstandard.at: Internationale Konvention zum Streubomben-Verbot in Kraft (tyska), läst 1 augusti 2010.
2. ↑  kicker.de: U-20-WM der Frauen: 2:0-Finalsieg gegen Nigeria - Meinert-Elf macht ihr Sommermärchen wahr (tyska), läst 1 augusti 2010.
3. ↑  tagesschau.de: Medwedjew verhängt Notstand wegen Bränden (tyska), läst 2 augusti 2010.
4. ↑  Dagens Nyheter 30 augusti 2010 – Gruvolyckan i Chile – detta har hänt
5. ↑  ”Hållplatsnamnen skapar förvirring”. Arkiverad från originalet den 20 november 2011. https://web.archive.org/web/20111120044915/http://www.nt.se/norrkoping/artikel.aspx?articleid=6384446. Läst 2 januari 2011.
6. ↑  Äntligen! Botniabanan invigs den 28 augusti 2010[död länk]